# Liste des titres musicaux numéro un aux États-Unis en 2024
Cette page présente les titres musicaux numéro 1 chaque semaine en 2024 au Billboard Hot 100, le classement officiel des ventes de singles et de titres aux États-Unis établi par le magazine Billboard. Les dix premiers du classement annuel sont également listés.

## Classement hebdomadaire
| Date         | Artiste(s)                                                          | Titre                                         | Référence |
| ------------ | ------------------------------------------------------------------- | --------------------------------------------- | --------- |
| 6 janvier    | Brenda Lee                                                          | Rockin' Around the Christmas Tree             |           |
| 13 janvier   | Jack Harlow                                                         | Lovin on Me                                   |           |
| 20 janvier   | Jack Harlow                                                         | Lovin on Me                                   |           |
| 27 janvier   | Ariana Grande                                                       | Yes, And?                                     |           |
| 3 février    | Jack Harlow                                                         | Lovin on Me                                   |           |
| 10 février   | Megan Thee Stallion                                                 | Hiss                                          |           |
| 17 février   | Jack Harlow                                                         | Lovin on Me                                   |           |
| 24 février   | Jack Harlow                                                         | Lovin on Me                                   |           |
| 2 mars       | Beyoncé                                                             | Texas Hold 'Em                                |           |
| 9 mars       | Beyoncé                                                             | Texas Hold 'Em                                |           |
| 16 mars      | Kanye West et Ty Dolla Sign featuring Rich the Kid et Playboi Carti | Carnival                                      |           |
| 23 mars      | Ariana Grande                                                       | We Can't Be Friends (Wait for Your Love) (en) |           |
| 30 mars      | Teddy Swims                                                         | Lose Control                                  |           |
| 6 avril      | Future, Metro Boomin et Kendrick Lamar                              | Like That                                     |           |
| 13 avril     | Future, Metro Boomin et Kendrick Lamar                              | Like That                                     |           |
| 20 avril     | Future, Metro Boomin et Kendrick Lamar                              | Like That                                     |           |
| 27 avril     | Hozier                                                              | Too Sweet (en)                                |           |
| 4 mai        | Taylor Swift featuring Post Malone                                  | Fortnight                                     |           |
| 11 mai       | Taylor Swift featuring Post Malone                                  | Fortnight                                     |           |
| 18 mai       | Kendrick Lamar                                                      | Not Like Us                                   |           |
| 25 mai       | Post Malone featuring Morgan Wallen                                 | I Had Some Help                               |           |
| 1er juin     | Post Malone featuring Morgan Wallen                                 | I Had Some Help                               |           |
| 8 juin       | Post Malone featuring Morgan Wallen                                 | I Had Some Help                               |           |
| 15 juin      | Post Malone featuring Morgan Wallen                                 | I Had Some Help                               |           |
| 22 juin      | Post Malone featuring Morgan Wallen                                 | I Had Some Help                               |           |
| 29 juin      | Sabrina Carpenter                                                   | Please Please Please                          |           |
| 6 juillet    | Post Malone featuring Morgan Wallen                                 | I Had Some Help                               |           |
| 13 juillet   | Shaboozey                                                           | A Bar Song (Tipsy)                            |           |
| 20 juillet   | Kendrick Lamar                                                      | Not Like Us                                   |           |
| 27 juillet   | Shaboozey                                                           | A Bar Song (Tipsy)                            |           |
| 3 août       | Shaboozey                                                           | A Bar Song (Tipsy)                            |           |
| 10 août      | Shaboozey                                                           | A Bar Song (Tipsy)                            |           |
| 17 août      | Shaboozey                                                           | A Bar Song (Tipsy)                            |           |
| 24 août      | Shaboozey                                                           | A Bar Song (Tipsy)                            |           |
| 31 août      | Shaboozey                                                           | A Bar Song (Tipsy)                            |           |
| 7 septembre  | Shaboozey                                                           | A Bar Song (Tipsy)                            |           |
| 14 septembre | Shaboozey                                                           | A Bar Song (Tipsy)                            |           |
| 21 septembre | Shaboozey                                                           | A Bar Song (Tipsy)                            |           |
| 28 septembre | Shaboozey                                                           | A Bar Song (Tipsy)                            |           |
| 5 octobre    | Shaboozey                                                           | A Bar Song (Tipsy)                            |           |
| 12 octobre   | Shaboozey                                                           | A Bar Song (Tipsy)                            |           |
| 19 octobre   | Shaboozey                                                           | A Bar Song (Tipsy)                            |           |
| 26 octobre   | Shaboozey                                                           | A Bar Song (Tipsy)                            |           |
| 2 novembre   | Morgan Wallen                                                       | Love Somebody                                 |           |
| 9 novembre   | Shaboozey                                                           | A Bar Song (Tipsy)                            |           |
| 16 novembre  | Shaboozey                                                           | A Bar Song (Tipsy)                            |           |
| 23 novembre  | Shaboozey                                                           | A Bar Song (Tipsy)                            |           |
| 30 novembre  | Shaboozey                                                           | A Bar Song (Tipsy)                            |           |
| 7 décembre   | Kendrick Lamar                                                      | Squabble Up                                   |           |
| 14 décembre  | Mariah Carey                                                        | All I Want for Christmas Is You               |           |
| 21 décembre  | Mariah Carey                                                        | All I Want for Christmas Is You               |           |
| 28 décembre  | Mariah Carey                                                        | All I Want for Christmas Is You               |           |

## Classement annuel
Le top 10 de l'année aux États-Unis selon Billboard :
1. Teddy Swims - Lose Control
2. Shaboozey - A Bar Song (Tipsy)
3. Benson Boone - Beautiful Things
4. Post Malone featuring Morgan Wallen - I Had Some Help
5. Jack Harlow - Lovin on Me
6. Kendrick Lamar - Not Like Us
7. Sabrina Carpenter - Espresso
8. Tommy Richman (en) - Million Dollar Baby
9. Zach Bryan (en) featuring Kacey Musgraves - I Remember Everything
10. Hozier - Too Sweet